# FK Biała Cerkiew
FK Biała Cerkiew (ukr. ФК «Біла Церква») – ukraiński klub piłkarski z siedzibą w mieście Biała Cerkiew, w obwodzie kijowskim, założony w 2019.

## Historia
Chronologia nazw:
- 2019: FK Biała Cerkiew (ukr. ФК «Біла Церква»)

Klub piłkarski Biała Cerkiew został założony w Białej Cerkwi w 2019 roku. Zespół rozpoczął występy w rozgrywkach Mistrzostw i Pucharu obwodu kijowskiego. W sezonie 2019/20 zespół debiutował w mistrzostwach Ukrainy wśród amatorów. W kolejnych dwóch sezonach również brał udział w tych rozgrywkach. Po inwazji Rosji na Ukrainę klub zaprzestał występy na poziomie ogólnokrajowym.

## Barwy klubowe, strój
|  |  |

Klub ma barwy biało-czerwone. Zawodnicy domowe spotkania zazwyczaj grają w białych koszulkach, białych spodenkach oraz białych getrach.

## Sukcesy

### Trofea międzynarodowe
Nie uczestniczył w rozgrywkach europejskich (stan na 31-05-2024).

### Trofea krajowe
| \| \| Zdobyte trofea w rozgrywkach Ukrainy (stan na: 31-05-2024) \| |                                                            |      |          |
| Rozgrywki                                                           | Osiągnięcie                                                | Razy | Sezon(y) |
| · Mistrzostwo                                                       | I miejsce                                                  | 0    |          |
| · Mistrzostwo                                                       | II miejsce                                                 | 0    |          |
| · Mistrzostwo                                                       | III miejsce                                                | 0    |          |
| Puchar                                                              | zdobywca                                                   | 0    |          |
| Puchar                                                              | finalista                                                  | 0    |          |
| II liga                                                             | I miejsce                                                  | 0    |          |
| II liga                                                             | II miejsce                                                 | 0    |          |
| II liga                                                             | III miejsce                                                | 0    |          |
| Ukraina                                                             | Zdobyte trofea w rozgrywkach Ukrainy (stan na: 31-05-2024) |      |          |

## Poszczególne sezony

### Rozgrywki międzynarodowe

#### Europejskie puchary
Klub nie uczestniczył w rozgrywkach europejskich.

### Rozgrywki krajowe
| \| Ukraina \| Bilans występów klubu w rozgrywkach piłkarskich Ukrainy (Stan na 31 maja 2024 r.) \| \| |                                                                                   |        |       |   |   |   |    |    |     |           |        |        |      |
| Poziom                                                                                                | Rozgrywki                                                                         | Sezony | Mecze | Z | R | P | B+ | B– | Pkt | Lata      | Awanse | Spadki | Naj. |
| I | Wyszcza liha / Premier-liha                                                       | 0      |       |   |   |   |    |    |     |           |        |        |      |
| II | Persza liha                                                                       | 0      |       |   |   |   |    |    |     |           |        |        |      |
| III                                                                                                   | Druha liha                                                                        | 0      |       |   |   |   |    |    |     |           |        |        |      |
| IV | Perechidna liha / Tretia liha / Amatorska liha                                    | 3      |       |   |   |   |    |    |     | 2019–2022 | 0      | 0      | 8    |
| | Puchar Ukrainy                                                                    | 0      |       |   |   |   |    |    |     |           | 0      | 0      |      |
| Ukraina                                                                                               | Bilans występów klubu w rozgrywkach piłkarskich Ukrainy (Stan na 31 maja 2024 r.) |        |       |   |   |   |    |    |     |           |        |        |      |

## Struktura klubu

### Stadion
Drużyna rozgrywa swoje mecze domowe w Białej Cerkwi na stadionie Zmina, który może pomieścić 846 widzów.

### Sponsorzy
- Urząd Miejski m. Biała Cerkiew

## Kibice i rywalizacja z innymi klubami

### Derby
- Rubikon Kijów
- Atłet Kijów